# Julien Delbecque
Julien Delbecque (Harelbeke, 1 september 1903 - Kortrijk, 22 oktober 1977) was een Belgisch wielrenner.
Delbecque, ook wel bekend als 'Potter', is vooral bekend als winnaar van de Ronde van Vlaanderen in 1925 en van Parijs-Roubaix in 1926. Daarnaast werd hij ook tweemaal (1926 en 1927) tweede op het Belgisch kampioenschap wielrennen.

## Palmares
1925
- Ronde van Vlaanderen
- 3e etappe Criterium du Midi
- Parijs-Longwy

1926
- Parijs-Roubaix
- Circuit de Champagne
- 3e etappe Ronde van het Baskenland

1927
- Circuit de Champagne

1928
- Gullegem

## Resultaten in voornaamste wedstrijden
|      | \| Jaar \| Ronde van Vlaanderen \| Parijs-Roubaix \| \| ---- \| -------------------- \| -------------- \| \| 1925 \| ↑ \| 7e \| \| 1926 \| 4e \| ↑ \| \| 1927 \| \| 4e \| \| 1929 \| 10e \| \| \| 1931 \| 23e \| \| |                |
| Jaar | Ronde van Vlaanderen | Parijs-Roubaix |
| 1925 | ↑ | 7e             |
| 1926 | 4e | ↑              |
| 1927 | | 4e             |
| 1929 | 10e |                |
| 1931 | 23e |                |

- Bibliothèque nationale de France: cb17704737k (data)
- International Standard Name Identifier: 0000 0004 6420 0757
- Virtual International Authority File: 3015151837986220520007